# Ludmiła Siczkariowa
Ludmiła Siczkariowa (Людмила Александровна Сичкарёва; 6 de setembro de 1937 - 24 de abril de 2021) foi uma actriz de teatro soviética e posteriormente russa. Entre 1964 e 2021 ela tocou no Teatro de Drama de Smolensk, desempenhando mais de 150 papeis. Ela foi distinguida como uma Artista do Povo da Rússia.
Siczkariowa morreu em Smolensk no dia 24 de abril de 2021, aos 83 anos.